# Dick Gautier
Dick Gautier, all'anagrafe Richard Gautier (Culver City, 30 ottobre 1931 – Arcadia, 13 gennaio 2017), è stato un attore statunitense.

## Biografia
Dick Gautier iniziò la sua carriera come cabarettista e cantante, e raggiunse la notorietà interpretando a Broadway il personaggio di Conrad Birdie nell'originale produzione teatrale del musical Bye Bye Birdie, andata in scena nel 1961, che gli valse una candidatura al Tony Award. In seguito apparve sul grande schermo al fianco di due degli altri protagonisti di Bye Bye Birdie, Kay Medford in Una nave tutta matta (1964) e Dick Van Dyke in Divorzio all'americana (1967).
Debuttò sugli schermi televisivi nel 1963 ed apparve in singoli di episodi di numerose serie come The Patty Duke Show (1966), Vita da strega (1966) e Amore in soffitta (1967), e interpretò il personaggio ricorrente di Hal Walters nella serie Mr. Terrific (1967). Ma il ruolo per cui è forse maggiormente ricordato è quello del maldestro robot Hymie nella serie comico-poliziesca Get Smart, a fianco di Don Adams e Barbara Feldon. 
Negli anni settanta proseguì una prolifica carriera televisiva, comparendo nelle serie Here We Go Again (1973), Love, American Style (1971-1973), e interpretò il ruolo di Robin Hood nella serie comica Le rocambolesche avventure di Robin Hood contro l'odioso sceriffo, scritta e diretta da Mel Brooks, che andò in onda nel 1975 per 13 episodi.
Nei decenni successivi, Gautier si dedicò prevalentemente al doppiaggio in film e telefilm di animazione, prestando la propria voce in serie quali Galtar e la lancia d'oro (1985-1986), G.I. Joe (1986), Transformers (G1) (1986-1987), nel ruolo di Rodimus Prime, Tom & Jerry Kids (1990-1992), in cui doppiò il cane Spike, La famiglia Addams (1992-1993), Mucca e Pollo (1997-1999). Apparve per l'ultima volta sulle scene nel 2010, in un episodio della serie Nip/Tuck.
Gautier fu noto anche come eccellente caricaturista di celebrità, e scrisse diversi libri didattici sulla caricatura, il disegno, e la tecnica del cartooning. Sposato tre volte, ebbe tre figli dal suo primo matrimonio con Beverly J. Gerber. Dopo il divorzio dalla seconda moglie, l'attrice Barbara Stuart, nel 2003 si risposò con la psicologa Tess Hightower. Morì il 13 gennaio 2017, all'età di 85 anni, in una struttura californiana di residenza assistita ad Arcadia, in seguito a una lunga malattia.

## Filmografia parziale

### Cinema
- Una nave tutta matta (Ensign Pulver), regia di Joshua Logan (1964)
- Divorzio all'americana (Divorce American Style), regia di Bud Yorkin (1967)
- Non rubare... se non è strettamente necessario (Fun with Dick and Jane), regia di Ted Kotcheff (1977)
- Pezzi duri... e mosci (The Naked Truth), regia di Nico Mastorakis (1992)

### Televisione
- Get Smart – serie TV, 6 episodi (1966-1968)
- Here We Go Again – serie TV, 13 episodi (1973)
- Love, American Style – serie TV, 6 episodi (1971-1973)
- Le rocambolesche avventure di Robin Hood contro l'odioso sceriffo (When Things Were Rotten) – serie TV, 13 episodi (1975)
- Charlie's Angels – serie TV, episodio 4x18 (1980)
- La signora in giallo (Murder, She Wrote) – serie TV, episodi 1x02-4x19 (1984-1988)
- Nip/Tuck – serie TV, episodio 6x17 (2010)

## Doppiatori italiani
Nelle versioni in italiano delle opere in cui ha recitato, Dick Gautier è stato doppiato da:
- Sandro Iovino in Charlie's Angels
- Claudio De Davide in La signora in giallo (ep. 1x02)
- Maurizio Reti in La signora in giallo (ep. 4x19)
- Giorgio Bonino in Nip/Tuck